# Irak vasúti közlekedése

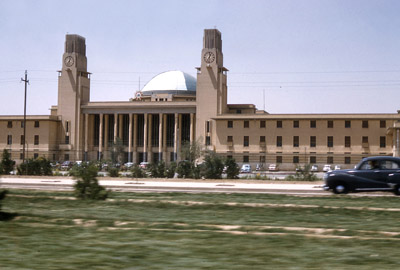
Bagdad vasútállomása

Irak vasúthálózatának hossza 2272 km, 1435 mm nyomtávú. A vasúthálózatot az Iraqi Republic Railways Company (arabul: الشركة العامة لسكك الحديد العراقية) üzemelteti.

## Vasúti kapcsolata más országokkal
- Törökország  - Szírián keresztül
- Irán - egy vonal építés alatt, egy tervezés alatt
- Kuvait - nincs vasút
- Szaúd-Arábia - ?
- Jordánia -  részben megépített, eltérő nyomtáv
- Szíria - van